# Горња Мека Груда
Горња Мека Груда је насељено мјесто у општини Билећа, у Републици Српској, Босна и Херцеговина. Према попису становништва из 1991. у насељу је живјело 80 становника. На попису становништва 2013. године, према подацима Агенције за статистику Босне и Херцеговине пописано је 17 становника.

## Становништво
| Националност       | 1991. | 1981. | 1971. | 1961. |
| Срби               | 80    | 64    | 90    | 123   |
| остали и непознато |       |       |       |       |
| Укупно             | 80    | 64    | 90    | 123   |

| Демографија (опш Мека Груда) | Демографија (опш Мека Груда) | Демографија (опш Мека Груда) |
| Година                       | Становника                   | Становника                   |
| ---------------------------- | ---------------------------- | ---------------------------- |
| 1948.                        | 1.379                        |                              |
| 1961.                        | 123                          |                              |
| 1971.                        | 90                           |                              |
| 1981.                        | 64                           |                              |
| 1991.                        | 80                           |                              |